# Helmuth Andreas Koch
Andreas Carl Hermann Koch genannt Helmuth Koch (* 17. September 1889 in Bremerhaven; † 2. Juli 1963 in Ilten, Regierungsbezirk Hannover) war ein deutscher Verwaltungsjurist und Politiker (DNVP, CDU).

## Leben
Koch war der Sohn eines Schiffsingenieurs. Er besuchte das nachmalige Lloyd-Gymnasium in Bremerhaven. Nach dem Abitur studierte er zwei Semester Medizin an der Friedrich-Wilhelms-Universität zu Berlin. Er wechselte zu den Rechts- und Staatswissenschaften, denen er sich an der Albert-Ludwigs-Universität Freiburg, der Universität Leipzig und der Universität Wien widmete. Er nahm als Offizier im Kaiser Alexander Garde-Grenadier-Regiment Nr. 1 am Ersten Weltkrieg teil wurde dreimal verwundet. 1918 wurde er an der Universität Greifswald zum Dr. iur. promoviert. 1919 aus dem Deutschen Heer verabschiedet, absolvierte er 1921 die Assessorprüfung. Er trat 1922 in den bremischen Staatsdienst beim Amt in Bremerhaven und war zunächst juristischer Hilfsarbeiter. 1923 vertrat er den Amtshauptmann, 1925 nahm er kommissarisch das Amt war und 1927 wurde er als Amtshauptmann Leiter des Hansestadt Bremischen Amts. 1937 wurde er aus politischen Gründen vom Dienst suspendiert. Im Zweiten Weltkrieg übernahm er Verwaltungsaufgaben in Gotenhafen. Er war seit 1946 in der niedersächsischen Landesverwaltung tätig und wurde 1948 Präsident des dortigen Landesernährungsamtes. Seit 1957 fungierte er als Präsident des Bundesoberseeamtes.

## Politik
Koch war in der Weimarer Republik Mitglied der Deutschnationalen Volkspartei. Nach der Bedingungslosen Kapitulation der Wehrmacht wurde er am 24. Mai 1945 von der US-amerikanischen Militärregierung als Oberbürgermeister von Wesermünde eingesetzt und auch zum Verwaltungschef des Stadt- und Landkreises Wesermünde. Am 2. Juli 1946 wurde Gerhard van Heukelum (SPD) zum Oberbürgermeister von Wesermünde gewählt. Koch vertrat erfolglos die Eingliederung der Stadt Wesermünde in das neue Land Niedersachsen. Bei den Oberbürgermeisterwahlen von 1948 verlor er die Wahl. Von 1950 bis 1954 war er Regierungspräsident im Regierungsbezirk Lüneburg.
Koch trat in die CDU in Niedersachsen ein und saß 1955–1959 im Niedersächsischen Landtag. Am 26. Mai 1955 wurde er als niedersächsischer Finanzminister in die von Ministerpräsident Heinrich Hellwege geführte Landesregierung berufen. Nach der Bildung einer Koalition aus DP, CDU und SPD schied er am 19. November 1957 aus der Landesregierung aus und wurde als Finanzminister von August Wegmann abgelöst.